# William Henry Ashley
William Henry Ashley (* 1778 in Powhatan County, Virginia; † 26. März 1838 in Cooper County, Missouri) war ein US-amerikanischer Pelzhändler, Unternehmer und Politiker.

## Leben
Ashley zog 1803 nach Ste. Genevieve in den Teil des von den USA von Frankreich 1803 erworbenen Louisiana, der später zum Bundesstaat Missouri wurde. Dort war er als Salpeterhersteller tätig. 1808 zog er nach St. Louis. Während des Britisch-Amerikanischen Krieges von 1812 war er Brigadegeneral der Miliz von Missouri. Als Missouri zu einem Bundesstaat der amerikanischen Union wurde, war er von 1820 bis 1824 dessen erster Vizegouverneur.
Am 13. Februar 1822 gaben Ashley und sein Geschäftspartner Andrew Henry in der Missouri Gazette, dem Public Advertiser und in anderen Zeitungen folgendes Inserat auf:
„Für unternehmungslustige junge Männer: Der Unterzeichnende wünscht 100 Männer für ein, zwei oder drei Jahre anzuheuern, die bis zur Quelle des Missouri River hinaufsteigen [...]“
Die Männer, die sich auf das Inserat meldeten, wurden als Ashleys Hundert bekannt. William Ashley und Andrew Henry gründeten 1823 in St. Louis die Rocky Mountain Fur Company. Es wurden mehrere Expeditionen entlang des Missouri River, des Yellowstone River bis zum Green River unternommen.
1824 verließ Andrew Henry die Partnerschaft. Ashleys neuer Partner wurde Jedediah Smith. 1825 organisierte Ashley das erste Rendezvous an der Henry Fork des Green Rivers. 1826 verkaufte William Ashley seine Anteile an der Rocky Mountain Fur Company an seine Partner Jedediah Smith, David Jackson und William Sublette. William Ashley kehrte in den Osten zurück und ging in die Politik. Er war von 1831 bis 1837 demokratischer Abgeordneter des Bundesstaates Missouri im US-Repräsentantenhaus. William Henry Ashley starb am 26. März 1838 im Alter von 60 Jahren an einer Lungenentzündung und wurde in einem prähistorischen Grabhügel am Ufer des Missouri in der Nähe seines Hauses am Lamine River begraben. Er war Sklavenhalter.